# Álgebra de incidencia
Un conjunto parcialmente ordenado es localmente finito cuando cada intervalo cerrado [a, b] es finito. Para cada poset localmente finito y cada cuerpo de escalares hay un álgebra de incidencia, que es un álgebra asociativa definida como sigue. Los miembros del álgebra de incidencia son las funciones f que asigna a cada intervalo [a, b] un escalar f(a, b). En este conjunto subyacente se definen la adición y la multiplicación por escalar punto a punto, y la "multiplicación" en el álgebra de incidencia es una convolución definida por
{\displaystyle (f*g)(a,b)=\sum _{a\leq x\leq b}f(a,x)g(x,b).}
El elemento identidad multiplicativa del álgebra de incidencia es
{\displaystyle \delta (a,b)=\left\{{\begin{matrix}\,1,&{\mbox{si }}a=b\\\,0,&{\mbox{si }}a<b\end{matrix}}\right.}
Un álgebra de incidencia es finito-dimensional si y solamente si el poset subyacente es finito. 
La función ζ de un álgebra de incidencia es la función constante ζ(a, b) = 1 para cada intervalo [a, b]. Se puede mostrar que ese elemento es inversible en el álgebra de incidencia (con respecto a la convolución definida arriba). (Generalmente, un miembro h del álgebra de incidencia es inversible si y solamente si h(x, x) ≠ 0 para cada x.) El inverso multiplicativo de la función ζ es la función de Möbius μ(a, b); cada valor de μ(a, b) es un múltiplo integral de 1 en el cuerpo base. 

## Ejemplos
- En caso de que el poset localmente finito sea el conjunto de todos los números enteros positivos ordenados por divisibilidad, entonces su función de Möbius es μ(a, b) = μ(b/a), donde el segundo "μ" es la clásica función de Möbius introducida en teoría de números en el siglo diecinueve.

- El poset localmente finito de todos los subconjuntos finitos de algún conjunto E están ordenados por inclusión. Aquí la función de Möbius es:

{\displaystyle \mu (S,T)=(-1)^{\left|S\right|-\left|T\right|}}
whenever S y T son subconjuntos finitos de E con S ⊆ T.
- La función de Möbius en el conjunto de números enteros no negativos con su orden usual es:

{\displaystyle \mu (x,y)=\left\{{\begin{matrix}1&{\mbox{si }}x=y,\qquad \\-1&{\mbox{si }}x+1=y,\\0&{\mbox{si }}x+1<y.\end{matrix}}\right.}
Estos corresponde a la secuencia (1, -1, 0, 0, 0...) de coeficientes de la serie de potencias formal de 1 - z, y la función ζ en este caso corresponde a la secuencia de los coeficientes (1, 1, 1, 1...) de la serie de potencias formal (1 - z)-1 = 1 + z + z² + z³ +.... La función δ en esta álgebra de incidencia corresponde similarmente a la serie de potencias formal 1.
- Ordene parcialmente el conjunto de todas las particiones de un conjunto finito diciendo σ ≤ τ si σ es una partición más fina que τ. Entonces la función de Möbius es:

{\displaystyle \mu (\sigma ,\tau )=(-1)^{n-r}(2!)^{r_{3}}(3!)^{r_{4}}\cdots ((n-1)!)^{r_{n}}}
donde n es el número de bloques en la partición más fina σ, r es el número de bloques en la partición más gruesa τ, y ri es el número de bloques de τ que contiene exactamente i bloques de σ.

## La característica de Euler
Un poset es acotado si tiene menor y mayor elementos, que llamamos 0 y 1 respectivamente (no deben ser confundidos con el cero y el uno del cuerpo base. En este párrafo, tomamos Q). La característica de Euler de un poset finito acotado es μ(0,1); es siempre un número entero. Este concepto se relaciona con la clásica Característica de Euler de un complejo de grupos.

## Álgebras de incidencia reducidas
Cualquier miembro de un álgebra de incidencia que asigna el mismo valor a cualesquiera dos intervalos que sean isomorfos el uno al otro como posets es un miembro del álgebra de incidencia reducida. Álgebras de incidencia reducidas iluminan la teoría de las funciones generatrices. 

## Literatura
Las álgebras de incidencia de posets localmente finitos fueron tratadas en un número de papers por Gian-Carlo Rota comenzando en 1964, y por muchos otros "combinatorialistas" posteriormente. 
El paper de Rota de 1964 era: 
On the Foundations of Combinatorial Theory I: Theory of Möbius Functions, Zeitschrift für Wahrscheinlichkeitstheorie und Verwandte Gebiete, volumen 2, páginas 340-368.
- Datos: Q371133